# First Division (Zypern) 2019/20
Die First Division 2019/20 (griechisch Παγκύπριο Πρωτάθλημα Α΄ Κατηγορίας), aus Sponsorengründen auch Cyta Championship war die 81. Spielzeit der höchsten Spielklasse der Republik Zypern im Männerfußball. Sie begann am 23. August 2019 und sollte planmäßig im Mai 2020 enden. Nach den Verschiebungen durch die COVID-19-Pandemie wurde die Saison am 15. Mai 2020 vom zyprischen Verband CFA abgebrochen. Ebenfalls wurde der zyprische Fußballpokal 2019/20 vorzeitig beendet. Es gibt keinen Meister und keine Absteiger.
Die Liga wird zur nächsten Saison übergangsweise auf 14 Mannschaften aufgestockt. Somit tritt Omonia Nikosia, als Tabellenführer der Meisterschaftsrunde zum Zeitpunkt des Abbruchs, in der Qualifikation zur UEFA Champions League 2020/21 an. Die drei folgenden Mannschaften (Anorthosis Famagusta, APOEL Nikosia und Apollon Limassol) sind in der Qualifikation zur UEFA Europa League 2020/21 vertreten.

## Modus
In der ersten Saisonrunde spielten die zwölf Vereine um die Platzierungen, deren Ergebnis in der zweiten Saisonhälfte die Grundlage für eine Verteilung der Mannschaften auf zwei Gruppen zu je sechs Teams darstellen.
Die sechs bestplatzierten Vereine erreichten die Meisterschaftsrunde, die Teams auf den Plätzen sieben bis zwölf spielten in der Abstiegsrunde. In den einzelnen Gruppen wurde die jeweils erreichte Punktzahl aus den 22 Spielen der Vorrunde übertragen.

## Vereine
| Verein                            | Stadt         | Stadion                      | Kapazität |
| --------------------------------- | ------------- | ---------------------------- | --------- |
| APOEL Nikosia Omonia Nikosia      | Nikosia       | GSP-Stadion                  | 22.859    |
| Olympiakos Nikosia Doxa Katokopia | Nikosia       | Makario-Stadion              | 16.000    |
| Anorthosis Famagusta              | Larnaka       | Antonis-Papadopoulos-Stadion | 10.320    |
| Nea Salamis Famagusta             | Larnaka       | Ammochostos-Stadion          | 05.500    |
| AEK Larnaka                       | Larnaka       | GSZ-Stadion                  | 13.032    |
| Apollon Limassol AEL Limassol     | Limassol      | Tsirio-Stadion               | 13.331    |
| Paphos FC                         | Limassol      | Stelios-Kyriakides-Stadion   | 09.394    |
| Ethnikos Achnas                   | Dasaki Achnas | Dasaki-Stadion               | 05.000    |
| Enosis Neon Paralimni             | Paralimni     | Paralimni-Stadion            | 05.800    |

## Erste Runde

### Tabelle
| Pl. | Verein                 | Sp. | S  | U | N  | Tore    | Diff. | Punkte |
| --- | ---------------------- | --- | -- | - | -- | ------- | ----- | ------ |
| 1.  | Omonia Nikosia         | 22  | 12 | 7 | 3  | 031:130 | +18   | 43     |
| 2.  | Anorthosis Famagusta   | 22  | 13 | 4 | 5  | 042:210 | +21   | 43     |
| 3.  | APOEL Nikosia (M)      | 22  | 11 | 6 | 5  | 035:150 | +20   | 39     |
| 4.  | Apollon Limassol       | 22  | 12 | 2 | 8  | 038:290 | +9    | 38     |
| 5.  | AEK Larnaka            | 22  | 9  | 8 | 5  | 036:260 | +10   | 35     |
| 6.  | AEL Limassol (P)       | 22  | 8  | 7 | 7  | 027:260 | +1    | 31     |
| 7.  | Paphos FC              | 22  | 8  | 6 | 8  | 026:260 | ±0    | 30     |
| 8.  | Nea Salamis Famagusta  | 22  | 7  | 4 | 11 | 025:360 | −11   | 25     |
| 9.  | Olympiakos Nikosia (N) | 22  | 5  | 9 | 8  | 027:340 | −7    | 24     |
| 10. | Enosis Neon Paralimni  | 22  | 5  | 7 | 10 | 028:420 | −14   | 22     |
| 11. | Ethnikos Achnas (N)    | 22  | 5  | 5 | 12 | 029:440 | −15   | 20     |
| 12. | Doxa Katokopia         | 22  | 2  | 5 | 15 | 013:450 | −32   | 11     |

Platzierungskriterien: 1. Punkte – 2. Direkter Vergleich (Punkte, Tordifferenz, geschossene Tore, Auswärtstore bei zwei Teams) – 3. Tordifferenz – 4. geschossene Tore
| (M) | amtierender zyprischer Meister     |
| (P) | amtierender zyprischer Pokalsieger |

### Kreuztabelle
| 2019/20               |     | Omonia Nikosia | APOEL Nikosia | Apollon Limassol | AEK Larnaka | AEL Limassol | Nea Salamis Famagusta | PAP | Olympiakos Nikosia | PAR | Ethnikos Achnas | Doxa Katokopia |
| --------------------- | --- | -------------- | ------------- | ---------------- | ----------- | ------------ | --------------------- | --- | ------------------ | --- | --------------- | -------------- |
| Anorthosis Famagusta  |     | 0:0            | 1:0           | 3:1              | 1:2         | 2:0          | 3:2                   | 2:0 | 4:0                | 5:1 | 2:1             | 3:0            |
| Omonia Nikosia        | 1:0 |                | 0:0           | 1:0              | 3:2         | 1:0          | 2:0                   | 0:0 | 1:1                | 3:0 | 1:2             | 2:0            |
| APOEL Nikosia         | 0:0 | 0:0            |               | 4:1              | 0:0         | 3:0          | 2:1                   | 3:0 | 4:2                | 4:0 | 2:0             | 2:0            |
| Apollon Limassol      | 2:0 | 2:1            | 1:1           |                  | 3:1         | 1:2          | 4:1                   | 3:2 | 3:1                | 0:1 | 3:2             | 3:2            |
| AEK Larnaka           | 1:2 | 2:2            | 1:0           | 0:0              |             | 3:1          | 0:0                   | 1:0 | 0:0                | 4:4 | 5:1             | 2:1            |
| AEL Limassol          | 0:0 | 1:1            | 2:1           | 2:0              | 1:1         |              | 1:2                   | 2:0 | 0:0                | 2:0 | 4:1             | 1:0            |
| Nea Salamis Famagusta | 2:2 | 0:3            | 0:3           | 1:3              | 1:0         | 3:2          |                       | 1:2 | 3:2                | 1:1 | 3:2             | 0:1            |
| Paphos FC             | 0:3 | 2:1            | 2:0           | 3:2              | 0:2         | 2:0          | 1:0                   |     | 1:1                | 1:1 | 1:1             | 0:1            |
| Olympiakos Nikosia    | 2:1 | 0:2            | 2:0           | 0:2              | 2:2         | 1:1          | 0:3                   | 1:1 |                    | 0:0 | 4:0             | 1:1            |
| Enosis Neon Paralimni | 1:2 | 0:2            | 2:3           | 0:3              | 2:1         | 2:2          | 0:1                   | 1:1 | 3:0                |     | 3:4             | 1:0            |
| Ethnikos Achnas       | 2:5 | 1:2            | 0:0           | 1:0              | 2:5         | 0:1          | 2:0                   | 0:3 | 0:1                | 2:2 |                 | 1:1            |
| Doxa Katokopia        | 0:6 | 0:2            | 0:3           | 0:1              | 0:1         | 2:2          | 0:0                   | 0:4 | 2:6                | 1:3 | 1:1             |                |

## Zweite Runde

### Meisterschaftsrunde
Die sechs bestplatzierten Vereine der ersten Runde erreichten die Meisterschaftsrunde, in der es neben der Meisterschaft auch um die internationalen Plätze im Europapokal ging.
Die Ergebnisse aus der Vorrunde werden mit eingerechnet.

#### Abschlusstabelle
| Pl. | Verein               | Sp. | S  | U | N | Tore    | Diff. | Punkte |
| --- | -------------------- | --- | -- | - | - | ------- | ----- | ------ |
| 1.  | Omonia Nikosia       | 23  | 13 | 7 | 3 | 034:130 | +21   | 46     |
| 2.  | Anorthosis Famagusta | 23  | 14 | 4 | 5 | 045:210 | +24   | 46     |
| 3.  | APOEL Nikosia (M)    | 23  | 11 | 7 | 5 | 036:160 | +20   | 40     |
| 4.  | Apollon Limassol     | 23  | 12 | 3 | 8 | 039:300 | +9    | 39     |
| 5.  | AEK Larnaka          | 23  | 9  | 8 | 6 | 036:290 | +7    | 35     |
| 6.  | AEL Limassol (P)     | 23  | 8  | 7 | 8 | 027:290 | −2    | 31     |

Platzierungskriterien: 1. Punkte – 2. Direkter Vergleich (Punkte, Tordifferenz, geschossene Tore, Auswärtstore bei zwei Teams) – 3. Tordifferenz – 4. geschossene Tore – 5. Play-off (nur bei entscheidender Meisterschaftsrunde, Abstiegsrunde oder Relegation).
| (M) | amtierender zyprischer Meister     |
| (P) | amtierender zyprischer Pokalsieger |

#### Kreuztabelle
| 2019/20              | Omonia Nikosia |   | APOEL Nikosia | Apollon Limassol | AEK Larnaka | AEL Limassol |
| -------------------- | -------------- | - | ------------- | ---------------- | ----------- | ------------ |
| Omonia Nikosia       |                | – | –             | –                | –           | –            |
| Anorthosis Famagusta | –              |   | –             | –                | 3:0         | –            |
| APOEL Nikosia        | –              | – |               | –                | –           | –            |
| Apollon Limassol     | –              | – | 1:1           |                  | –           | –            |
| AEK Larnaka          | –              | – | –             | –                |             | –            |
| AEL Limassol         | 0:3            | – | –             | –                | –           |              |

### Abstiegsrunde
Die Vereine, die in der ersten Runde die Plätze sieben bis zwölf belegen, spielten in der Abstiegsrunde.
Die Ergebnisse aus der Vorrunde werden mit eingerechnet.

#### Abschlusstabelle
| Pl. | Verein                 | Sp. | S | U  | N  | Tore    | Diff. | Punkte |
| --- | ---------------------- | --- | - | -- | -- | ------- | ----- | ------ |
| 7.  | Paphos FC              | 23  | 8 | 6  | 9  | 026:280 | −2    | 30     |
| 8.  | Nea Salamis Famagusta  | 23  | 7 | 5  | 11 | 027:380 | −11   | 26     |
| 9.  | Olympiakos Nikosia (N) | 23  | 5 | 10 | 8  | 028:340 | −6    | 25     |
| 10. | Enosis Neon Paralimni  | 23  | 5 | 8  | 10 | 028:430 | −15   | 23     |
| 11. | Ethnikos Achnas (N)    | 23  | 5 | 6  | 12 | 031:460 | −15   | 21     |
| 12. | Doxa Katokopia         | 23  | 3 | 5  | 15 | 015:450 | −30   | 14     |

Platzierungskriterien: 1. Punkte – 2. Direkter Vergleich (Punkte, Tordifferenz, geschossene Tore, Auswärtstore bei zwei Teams) – 3. Tordifferenz – 4. geschossene Tore – 5. Play-off (nur bei entscheidender Meisterschaftsrunde, Abstiegsrunde oder Relegation).
| (N) | Neuaufsteiger der letzten Saison |

#### Kreuztabelle
| 2019/20               | PAP | Nea Salamis Famagusta | Olympiakos Nikosia | PAR | Ethnikos Achnas | Doxa Katokopia |
| --------------------- | --- | --------------------- | ------------------ | --- | --------------- | -------------- |
| Paphos FC             |     | –                     | –                  | –   | –               | –              |
| Nea Salamis Famagusta | –   |                       | –                  | –   | 2:2             | –              |
| Olympiakos Nikosia    | –   | –                     |                    | –   | –               | –              |
| Enosis Neon Paralimni | –   | –                     | 1:1                |     | –               | –              |
| Ethnikos Achnas       | –   | –                     | –                  | –   |                 | –              |
| Doxa Katokopia        | 2:0 | –                     | –                  | –   | –               |                |

## Torschützenliste
| Pl. | Name               | Team                  | Tore |
| --- | ------------------ | --------------------- | ---- |
| 1.  | Ivan Tričkovski    | AEK Larnaka           | 20   |
| 2.  | Kingsley Onuegbu   | Nea Salamis Famagusta | 14   |
| 2.  | Rubén Rayos        | Anorthosis Famagusta  | 14   |
| 4.  | Matt Derbyshire    | Omonia Nikosia        | 13   |
| 5.  | Emilio Zelaya      | Apollon Limassol      | 08   |
| 6.  | Serge Gakpé        | Apollon Limassol      | 06   |
| 6.  | Linus Hallenius    | APOEL Nikosia         | 06   |
| 6.  | Nika Katscharawa   | Anorthosis Famagusta  | 06   |
| 6.  | Ibrahim Koneh      | Ethnikos Achnas       | 06   |
| 6.  | Giorgos Merkis     | APOEL Nikosia         | 06   |
| 6.  | Demetris Theodorou | Enosis Neon Paralimni | 06   |